# マルシリ海山
マルシリは、ナポリの南約175 kmにある、ティレニア海にある大きな海底火山です。海山の高さは約3,000mです。その頂上と火口は海面下約450mにあります。簡単な説明⭕️ 七曜海山列に属する海底火山の一つで、北東から南西方向に伸びる2つの円錐形の主火山体と、それに付随するいくつかの小型火山から構成されています。海山は地溝内に位置し、比高は約2,700m、底面の直径は20km以上です。主火山体のうち、北東峰は水深600mの尖った山頂を持ち、山頂の南側には馬蹄形の谷地形が見られます。南西峰は北東峰の西側に接しており、山頂は水深880mで、こちらも尖っています。